# The Live Adventures of Mike Bloomfield and Al Kooper
The Live Adventures of Mike Bloomfield and Al Kooper della coppia Mike Bloomfield-Al Kooper si può dire che sia il seguito
di Super Session, in questo live che uscì nel 1969 su doppio vinile, però lo show si arricchisce di ospiti di spessore musicale quali
Paul Simon, Carlos Santana, Elvin Bishop (già nella Paul Butterfield Blues Band) e i non accreditati Steve Miller e Dave Brown.
Il disco fu pubblicato dalla Columbia Records nel febbraio del 1969 e prodotto da Al Kooper.
Espressione di una creatività stupenda, liberata senza i limiti di tempi e produzioni.
La ristampa su CD non contiene materiale inedito, nonostante 'The Live Adventures' fosse la sintesi di una serie di concerti (3 serate).
Bloomfield dopo la seconda serata entrò in crisi e non volle più suonare: fu sostituito alla chitarra solista da un giovanissimo Carlos Santana in versione blues.

## Tracce
Lato A
1. Opening Speech – 1:35 – Narratore Mike Bloomfield
2. The 59th Street Bridge Song (Feelin' Groovy) – 5:34 (Paul Simon)
3. I Wonder Who – 6:02 (Ray Charles)
4. Her Holy Modal Highness – 9:00 (Al Kooper, Mike Bloomfield)

Lato B
1. The Weight – 4:01 (Robbie Robertson)
2. Mary Ann – 5:19 (Ray Charles)
3. Together 'Til the End of Time – 4:16 (Frank Wilson)
4. That's All Right – 3:17 (Arthur "Big Boy" Crudup)
5. Green Onions – 5:21 (Booker T. Jones, Steve Cropper, Lewis Steinberg, Al Jackson Jr.)

Lato C
1. Al Kooper – Opening Speech – 1:29
2. Sonny Boy Williamson – 6:04 (Jack Bruce, Paul Jones)
3. No More Lonely Nights – 12:20 (Sonny Boy Williamson II)

Lato D
1. Dear Mr. Fantasy – 8:04 (Steve Winwood, Jim Capaldi, Chris Wood)
2. Don't Throw Your Love on Me so Strong – 10:59 (Albert King)
3. Finale - Refugee – 1:58 (Al Kooper, Mike Bloomfield)

## Copertina
La copertina sul LP è doppia e si apre a libro:
- Davanti c'e un ritratto di Mike Bloomfield e Al Kooper fatto da Norman Rockwell.
- Sul retro, foto del pubblico.
- All'interno le note e le foto degli strumentisti.

## Musicisti
- Al Kooper - organo, pianoforte
- Al Kooper - voce (brani A2, B3, C1, C2 & D1)
- Mike Bloomfield - chitarra
- Mike Bloomfield - voce (brani A1, A3, B2, B4 & D2)
- Carlos Santana - chitarra (brano C2)
- Elvin Bishop - chitarra, voce (brano C3)
- Roosevelt Grook - pianoforte (brano B3)
- Paul Simon - armonie vocali, accompagnamento vocale (brano A2)
- John Kahn - basso
- Skip Prokop - batteria